# Нојева барка
Према Библији, Нојева барка је саграђена на Божју заповест да би Ноје спасао себе и своју породицу као и животиње од Потопа. Та је приповест садржана у хебрејској и хришћанској старозаветној књизи Постања, поглавља 6-9. Према миту, кристал гранат је осветљавао Нојеву барку дању и ноћу за време киша и црних облака.
Према документарној хипотези прича о Арки у књизи постања би могла представљати неколико оригиналних квази-независних извора, односно могла је настати кроз процес сажимања кроз многе векове. То би могло објаснити извесну збрку и понављања у тексту. Многи ортодоксни Јевреји, хришћани и муслимани одбацују ову хипотезу, сматрајући да је прича о Арци истинита, да има једног аутора, а да се сви наводни недостаци могу рационално објаснити.
Прича о Арци из књиге постања има паралеле са сумерским митом о Зиусудри, који говори како је Зиусудру Бог упозорио да сагради пловило у којем ће избећи поплави коју је Он послао. Мање прецизне паралеле се могу наћи у многим другим културама широм света. У ствари, прича о Потопу је једна од најчешћих тема митологије широм света, што и скептици и верници користе као доказ у прилог свог стајалишта.
Прича о Арци је била предмет опсежног објашњавања у различитим абрахамским традицијама, при чему су се теоретска решења и практична решења (нпр. како се Ноје решавао животињског отпада) мешала с алегоријским тумачењима (нпр. Арка као претходница цркве, нуди спас човечанству).
Од почетка 18. века, развој геологије и биогеографије као наука је омогућио да природњаци почну да оспоравају дословно тумачење приче о Арци. Упркос томе, Библијски литералисти настављају истраживати регију око Арарата у североисточној Турској где Библија каже да је почивала Нојева барка.

## Буквално тумачење
Хришћани и муслимани који дословно верују у постојање барке и потопа траже физичке остатке барке, чиме би се потврдила њихова мишљења о разним темама, као што су геологија и еволуција. Потраге за Нојевом барком и данас се одвијају на и око планине Арарат у Турској.

### Датирање
Ашерова хронологија, прорачун који датира постање и друге библијске догађаје које је 1650. године објавио ирски надбискуп Џејмс Ашер, смешта потоп у 2348. годину п. н. е. Мазоретски текст показује да је време потоп 1656 година након стварања. Ашер је израчунао да се стварање наводно десило 4004. п. н. е.; користећи Библију краља Џејмса, овај датум стварања даје 2348. п. н. е. као годину потопа. Иако је Ашерова хронологија остала врло утицајна међу креационистима, други теолози су давали другачије године за годину стварања, нпр Јосиф Скалигер је тврдио да се стварање десило 3950. п. н. е., док је Дионизије Петавије израчунао да је тачна година 3982. п. н. е.. Сви ови датуми би ставили потоп у средину 3. миленијума п. н. е. у време египатског Старог краљевства и изградње египатских пирамида.

### Количина воде
Креационисти су предложили разне механизме којим би по њима мит о потопу могао бити тачан. Један од њих је да се на земљу обрушио џиновски облак водене паре. Према Књизи постања, потоп је настао од кише која је непрестано падала 40 дана и ноћи, довољно да прекрије планину Арарата чији је највиши врх висок 5137 m. Површина Земље износи око 510 милиона квадратних километара, док је највиши врх Арарата висок 5 km, па би количина воде која би требало да падне на Земљу и да касније нестане износи око 2,5 милијарди кубних километара. Највиша забележена количина падавина измерена је у Черапунџију и износила је 22,897 m у периоду од августа 1860. до јула 1861.

### Величина барке
Барка је описана као дуга триста лаката, широка педесет лаката и висока тридесет лаката (између 144x24x14 и 171x28х17 метара), што одговара величини омањег бојног брода или носача авиона. Дрвени брод те величине не би могао да издржи 40-дневну олују. Пошто Библија не помиње једра или весла, па креационисти обично претпостављају да их барка није ни имала. Модели и описи барке скоро увек показују симетричан брод без јасно дефинисане крме и прамца. Без средстава за погон и навигацију током поплаве, барка би била препуштена на милост бескрајној пучини.